# Xinrong
Xinrong är ett stadsdistrikt i Datong i Shanxi-provinsen i norra Kina. Det ligger omkring 270 kilometer norr om provinshuvudstaden Taiyuan. 